# Faaschtebounen
Les Faaschtebounen (littéralement : « les fèves de Carême », en patois arlonais) désignent une tradition folklorique de la ville belge d'Arlon, dans la province de Luxembourg, qui célèbre les jeunes mariés de l'année. 
Elles comptent parmi les chefs-d’œuvre du Patrimoine oral et immatériel de la Fédération Wallonie-Bruxelles depuis 2024.

## Déroulement
Elle se déroule chaque année le premier dimanche de Carême et consiste à ce que les enfants de la ville se rendent chez les jeunes mariés afin de leur chanter « T ass Gléck an ärem Haus, Geheit d'Faaschtebounen erauset » (que l'on peut traduire du luxembourgeois par « Il y a du bonheur dans votre maison , jetez-nous les fèves  de Carême! »). En échange de leurs bons vœux, les enfants réclament des friandises et un peu d'argent, le tout accompagnés par les membres du comité des fêtes en costume traditionnel du Hellechtsmann (sarrau bleu, foulard rouge à pois blancs et pantalon à carreaux noirs et blancs), ainsi que des associations musicales locales. 

## Historique
Autrefois, les enfants pauvres de la ville réclamaient de la nourriture, d'où les fèves, qui se sont par la suite transformées en friandises.